# Itaru Hashida
Itaru Hashida (橋田 至?, Hashida Itaru) è uno dei personaggi principali dell'anime e del videogioco Steins;Gate, Steins;Gate 0 e Robotics;Notes Dash
Itaru Hashida è un hacker esperto ed è molto preso da tutto ciò che riguarda la cultura otaku. Rintarō e Mayuri lo chiamano con il soprannome di "Daru".
È il membro numero 3 del Laboratorio di Gadget Avveniristici.

## Aspetto e carattere
Daru è un adolescente alto e un po' in sovrappeso. È l'amico e braccio destro di Rintarō. 
Il suo abbigliamento abituale consiste in una T-shirt verde oliva scuro, un paio di jeans blu e un berretto giallo. In uno degli episodi lo si vede indossare una camicia hawaiana gialla.
Ha un'affinità molto alta con programmi e computer, ed è stato in grado di hackerare il mainframe di un'organizzazione europea top-secret, il SERN per ottenere informazioni e documenti utili riguardo ai viaggi nel tempo. 
Daru, come Rintarō, si diletta nella realizzazione dei Gadget Avveniristici, ma non è altrettanto entusiasta. Ha l'abitudine di aggiungere ai nomi che dà ai gadget dei numeri che identifichino la versione, nonostante questi non abbiano in realtà alcun significato.
Ha un'ossessione per le ragazze 2D ed è un grande fan di Faris. A causa dei suoi discorsi viene visto da molti come un pervertito.

## Storia
Lui e Okabe si conoscono da più di due anni, anche se Daru stesso ha sostenuto che la loro amicizia ha solo un anno di età. A Daru non dà fastidio quando viene chiamato "Super Hacker", ma gli non piace quando la gente lo pronuncia "Hakah", una storpiatura comune che Rintarō utilizza spesso.
Come Rintarō, è uno studente del primo anno alla Tokyo Denki University.
Nel corso della serie si è poi rivelato che in realtà lui è il futuro padre di Suzuha. Nella linea di universo Alpha, lui e Rintarō diventano fondatori della resistenza contro il SERN. In questa linea di universo è conosciuto con lo pseudonimo di Barrel Titor. Inizialmente Suzuha non sa che Daru è suo padre, dato che lei lo conosce con lo pseudonimo di Barrel Titor, nome sul quale si baserà quando dovrà ideare il proprio pseudonimo, che è John Titor.
Ha incontrato sua moglie, Yuki Amane, una famosa cosplayer, nell'edizione invernale del Comiket del 2011 dopo essere scappato dalla sede del SERN. Dopo che Rintarō è stato assassinato nel 2025, ha continuato la ricerca sulla macchina del tempo e ne ha inventata una per Suzuha da utilizzare nel 2036. Tuttavia, questa macchina era incompleta e poteva viaggiare solo a ritroso nel tempo, dato che Daru è stato ucciso da SERN nel 2033 prima di poter completare la macchina.
Dopo Suzuha recupera con successo il computer IBN 5100 nel 1975 e fa in modo tale che Daru e Rintarō lo ricevano nel 2010. Daru nel 2033, conoscendo la sua morte e il difetto della macchina del tempo, la finisce prima del tempo in modo che Suzuha possa utilizzarla per viaggiare avanti e indietro nel tempo. Con la prevenzione dell'acquisizione da parte del SERN della ricerca di Kurisu, il futuro non diventa una distopia e quindi non necessita l'invenzione della macchina del tempo di Daru.